# Dieffenbachia davidsei
Dieffenbachia davidsei är en kallaväxtart som beskrevs av Thomas Bernard Croat och Michael Howard Grayum. Dieffenbachia davidsei ingår i släktet prickbladssläktet, och familjen kallaväxter. Inga underarter finns listade.